# 日本動物支援協會
日本動物支援協會（日语：日本動物支援協会），縮寫JASA，是日本的動物保護組織，由我妻敬司成立於2012年1月，總部設於仙台市青葉區。主要救助在東日本大震災中受災的動物。
我妻敬司與妻子本來在仙台市經營一家名叫「Dogwood」的寵物商店。自從2011年的東日本大震災發生後，我妻敬司開始幫助災區的動物，後於2012年創建日本動物支援協會。
2013年，日本動物支援協會從新潟縣長岡市借來5隻羊駝，希望藉助牠們來鼓舞東日本大震災的災民。

## 外部連結
- 官方网站（日語）
- Dogwood（日語）